# Championnat d'Autriche de hockey sur glace 1997-1998
Saison précédente Saison suivante
Le championnat 1997-1998 de hockey sur glace d'Autriche a été remporté par le VEU Feldkirch. La saison régulière est raccourcie en raison de la participation des équipes à l'Alpenliga.

## Saison régulière
Kapfenberg est éliminé à l'issue de la première phase disputées sur 10 matchs.
Classement
| Place | Équipe            | PJ | V  | N | D  | Diff. | Pts (bonus) |
| ----- | ----------------- | -- | -- | - | -- | ----- | ----------- |
| 1er   | VEU Feldkirch     | 18 | 10 | 3 | 5  | 65:46 | 27 (4)      |
| 2e    | EC KAC            | 18 | 10 | 3 | 5  | 74:66 | 26 (3)      |
| 3e    | EC VSV            | 18 | 10 | 2 | 6  | 74:62 | 23 (1)      |
| 4e    | Wiener EV         | 18 | 9  | 1 | 8  | 83:68 | 21 (2)      |
| 5e    | EC Graz           | 18 | 5  | 1 | 12 | 59:87 | 11 (0)      |
| 6e    | Kapfenberger SV * | 10 | 1  | 0 | 9  | 22:48 | 2 (0)       |

## Séries éliminatoires
|  | Demi-finales  | Demi-finales |   |  | Finales       | Finales |  |
|  |               |              |   |  |               |         |  |
|  | VEU Feldkirch | 4            |   |  |               |         |  |
|  | Wiener EV     | 1            |   |  |               |         |  |
|  |               |              |   |  | VEU Feldkirch | 4       |  |
|  |               | EC KAC       | 1 |  |               |         |  |
|  | EC KAC        | 4            |   |  |               |         |  |
|  | EC VSV        | 1            |   |  |               |         |  |

### Demi-finales
| VEU Feldkirch (1) - Wiener EV (4) | 4:1 | 4:3 | 2:5      | 4:0 | 3:1 | 2:0 |  |  |
| EC KAC (2) - EC VSV (3)           | 4:1 | 3:2 | 5:6 n.V. | 4:3 | 3:2 | 5:3 |  |  |

### Finale
| VEU Feldkirch (1) - EC KAC (2) | 4:1 | 6:1 | 2:3 n.V. | 5:1 | 3:2 | 2:0 |  |  |

## Classement
1. VEU Feldkirch
2. EC KAC
3. EC VSV
4. Wiener EV
5. EC Graz
6. Kapfenberger SV

## Effectif vainqueur
| Champions d'Autriche VEU Feldkirch | Gardiens de but : Reinhard Divis, Bruno Campese Défenseurs : Jesper Duus, Per Lundell, Tom Searle, Dominic Lavoie, Patrik Aronsson, Michael Lampert, Wolfgang Strauss Attaquants : Mika Asikainen, Raimund Divis, Fritz Ganster, Daniel Gauthier, Christoph Gesson, Bengt-Åke Gustafsson, Rick Nasheim, Gerhard Puschnik, Thomas Rundqvist, Bernd Schmidle, Thomas Sticha, Tomaž Vnuk, Simon Wheeldon, Nik Zupančič |